# Ischnopopillia consimilis
Ischnopopillia consimilis är en skalbaggsart som beskrevs av Machatschke 1975. Ischnopopillia consimilis ingår i släktet Ischnopopillia och familjen Rutelidae. Inga underarter finns listade i Catalogue of Life.